# Psychopomp

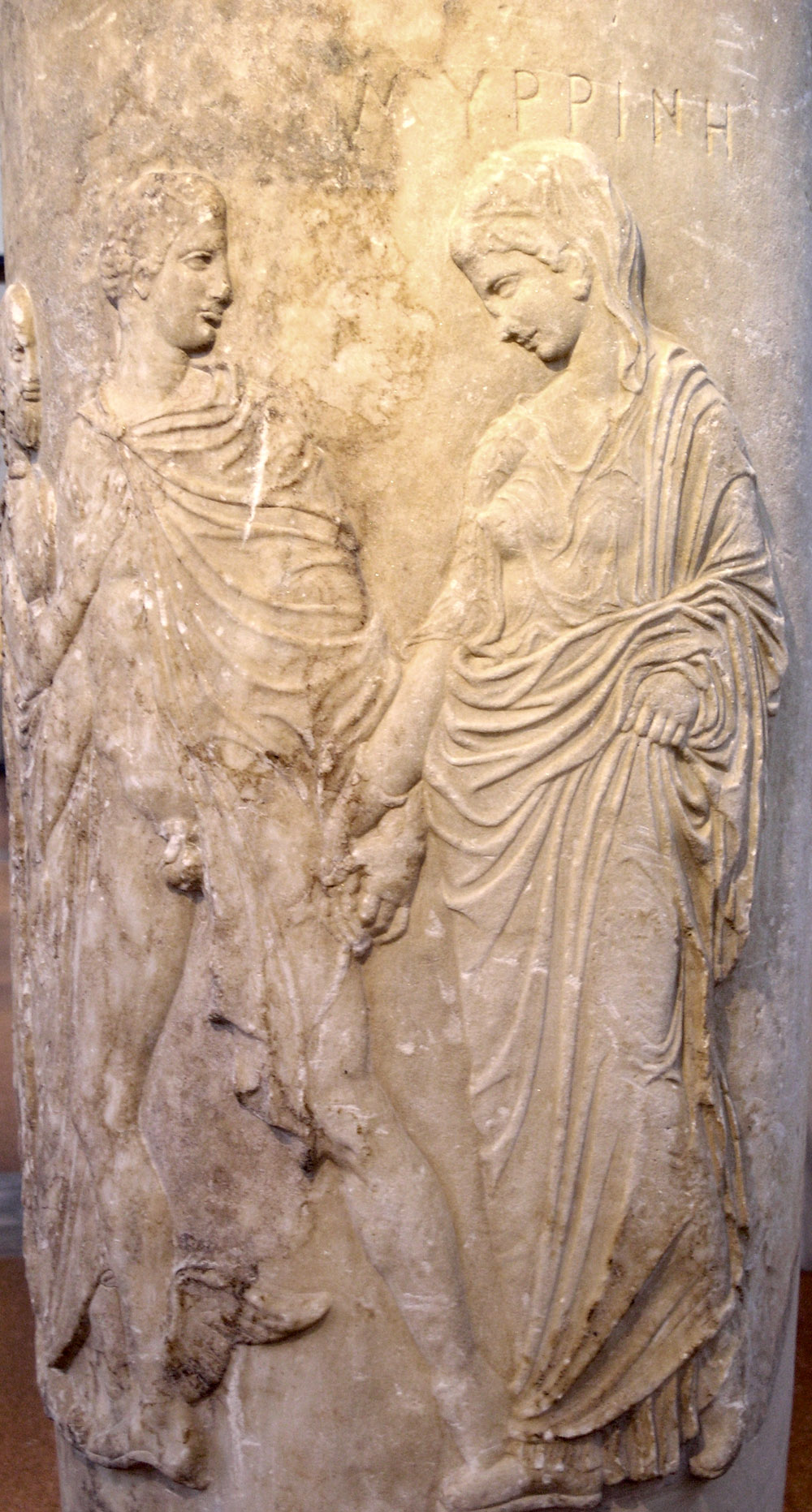
Reliéf z pohřební lékythy z Athén: Hermés jako psychopomp vede zemřelou, Myrrhine, do Hádu, přibližně 430-420 př. n. l., Národní archeologické muzeum v Athénách.

Psychopompové (ze starořeckého ψυχοπομπός - psuchopompos „průvodce duší“) jsou bytosti, duchové, andělé nebo božstva objevující se v mnoha náboženstvích, jejichž úkolem je doprovázet duše zesnulých do posmrtného života. Jejich rolí není soudit mrtvé, ale pouze jim zajistit bezpečný přechod. Často se objevují v pohřebním umění a v různých dobách a kulturách byli spojováni s koňmi, lelky, krkavci a havrany, vránami, psy, sovami, vrabci, kukačkami a jeleny. Pokud byli spojováni s ptáky, jednalo se často o jejich hejna, která měla čekat u domu umírajícího.
Klasickými příklady psychopompů v řecko-římské a egyptské mytologii jsou Cháron, Hekaté, Hermés, Merkur, Vanth a Anubis. V mnoha vírách jsou duše před odchodem do podsvětí násilně vytrženy ze svých těl. V jungiánské psychologii jsou psychopompové prostředníky mezi vědomím a nevědomím. Ve snech jsou symbolizováni moudrým mužem či ženou, případně nápomocným zvířetem. V mnoha kulturách zaujímá roli psychopompa šaman, což nemusí zahrnovat pouze roli průvodce do podsvětí, ale také pomoc při porodu, tedy příchodu duše na svět.